# Качина (Малопольське воєводство)
Качина (пол. Kaczyna) — село в Польщі, у гміні Вадовиці Вадовицького повіту Малопольського воєводства.
Населення — 368 осіб (2011).

## Історія
У 1975-1998 роках село належало до Бельського воєводства, підпорядковувалося районній адміністрації у Вадовицях.

## Демографія
Демографічна структура станом на 31 березня 2011 року:
|          | Загалом | Допрацездатний вік | Працездатний вік | Постпрацездатний вік |
| -------- | ------- | ------------------ | ---------------- | -------------------- |
| Чоловіки | 206     | 49                 | 141              | 16                   |
| Жінки    | 162     | 38                 | 90               | 34                   |
| Разом    | 368     | 87                 | 231              | 50                   |